# Neoplocaederus bruncki
Neoplocaederus bruncki är en skalbaggsart som först beskrevs av Jean François Villiers 1969.  Neoplocaederus bruncki ingår i släktet Neoplocaederus och familjen långhorningar.
Artens utbredningsområde är Madagaskar. Inga underarter finns listade i Catalogue of Life.